# Aelurillus v-insignitus

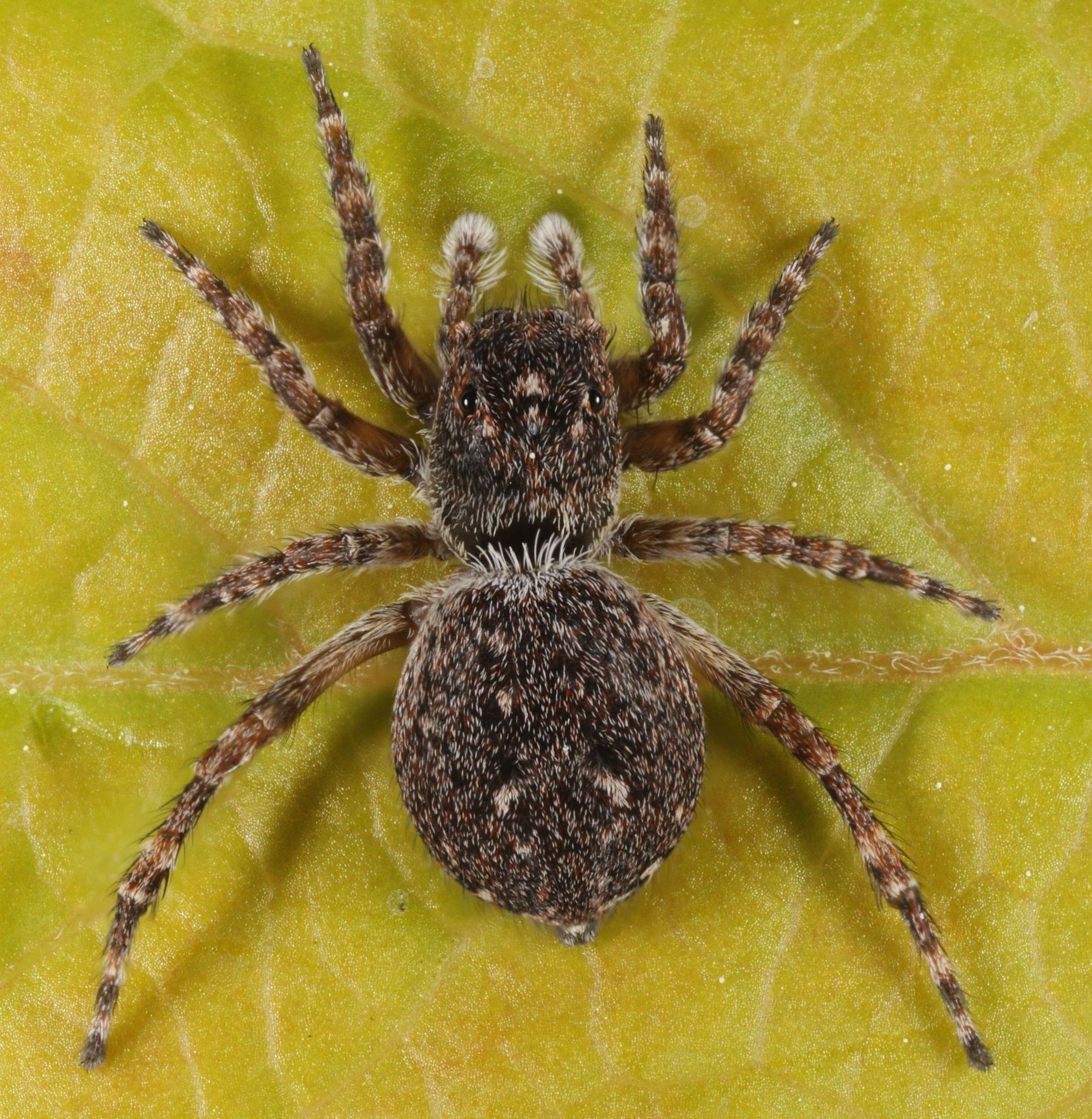
Femmina adulta

Aelurillus v-insignitus (Clerck, 1757) è una specie di ragno della famiglia dei Salticidae, specie tipo del genere Aelurillus.
Inizialmente classificato come appartenente al genere Araneus, e citato come Araneus litera insignitus e Araneus litera notatus dallo stesso Clerck nel suo Svenska spindlar, uti sina hufvud-slågter indelte samt under några och sextio särskildte arter beskrefne och med illuminerade figurer uplyste, indicato in seguito appartenente a molti altri generi, assunse infine la designazione corrente accettata dalla comunità scientifica e rimasta invariata fin dalla fine del XIX secolo.

## Descrizione

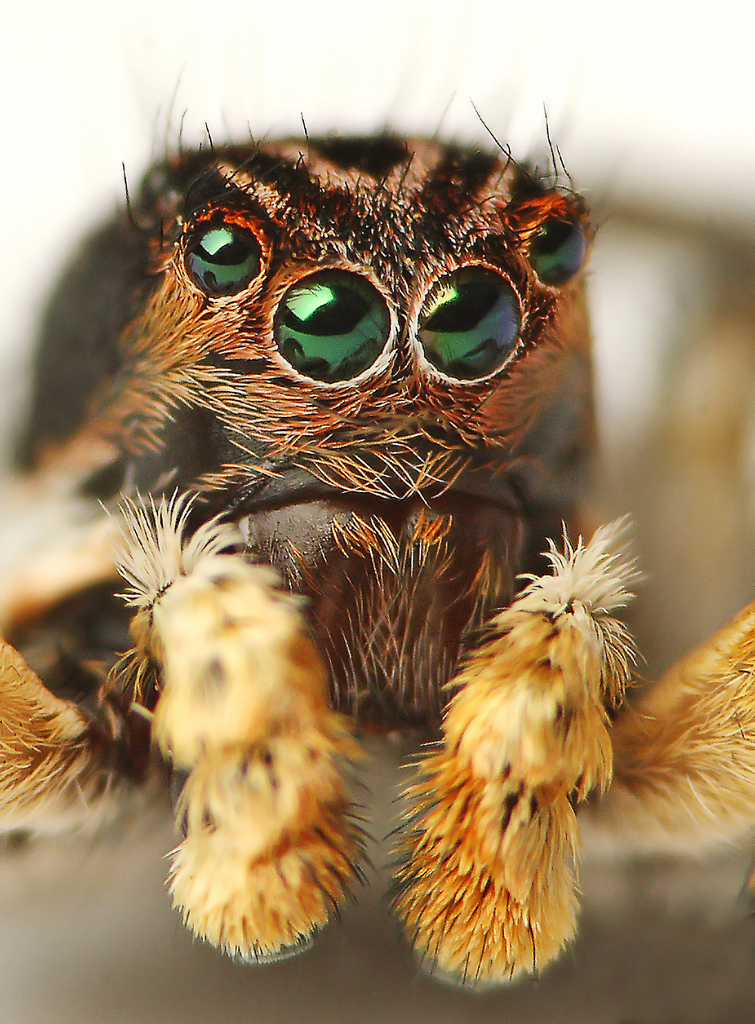
vista del capo con gli ocelli in primo piano.

Come tutti i membri della famiglia, hanno un efficiente apparato oculare, con il paio mediano centrale degli ocelli posto frontalmente che costituisce il principale e più acuto organo visivo, coadiuvato dal paio esterno che funge da vista secondaria, come pure le restanti due paia di occhi posizionati sui lati e in cima alla testa.
Come normalmente in tutti gli esemplari del suo genere, la specie è di piccole dimensioni, caratterizzata da un capo di colore grigio o nero con un motivo a W bianca e opistosoma di colore grigio o nero, attraversato da una linea mediana bianca, e dimorfismo sessuale, con il maschio di dimensioni leggermente più contenute e passando dai 4,05-5 mm ai 5,5-7,7 mm per le femmine.

### Sottospecie
Ne sono state identificate almeno tre sottospecie:
- Aelurillus v-insignitus morulus (Simon, 1937)
- Aelurillus v-insignitus obsoletus (Kulczynski, 1891)
- Aelurillus v-insignitus v-insignitus (Clerck, 1757)

## Distribuzione
L'Aelurillus v-insignitus è distribuito nell'ecozona paleartica che interessa tutta l'Europa, la Turchia, spingendosi oltre le coste del Mar Nero fino ai limiti dell'Asia centrale, ritrovato in habitat sabbiosi, dune e boschi di pini, e prediligendo pendii soleggiati e asciutti.